# Barbacenia inclinata
Barbacenia inclinata är en enhjärtbladig växtart som beskrevs av Goethart och Johannes Jan Theodoor Henrard. Barbacenia inclinata ingår i släktet Barbacenia och familjen Velloziaceae. Inga underarter finns listade.